# Yemmiganur
Yemmiganur (Telugu ఎమ్మిగనూరు Em'miganūru) ist eine Stadt im indischen Bundesstaat Andhra Pradesh. 
Yemmiganur liegt im Distrikt Kurnool 26 km nordöstlich von Adoni sowie 60 km westlich der Distrikthauptstadt Kurnool.
Yemmiganur wurde 1965 gegründet.
1999 wurde Yemmiganur eine Municipality (1st Grade Municipality).
Die Stadt (Yemmiganur Municipality) hatte beim Zensus 2011 94.956 Einwohner; 10 Jahre zuvor waren es noch 76.411.
Der Wallfahrtsort Mantralayam befindet sich 20 km nördlich von Yemmiganur am rechten Flussufer der Tungabhadra.